# Степний (зупинний пункт)
Степни́й — залізничний пасажирський зупинний пункт Полтавської дирекції Південної залізниці на електрифікованій лінії Полтава-Південна — Берестин між станціями Берестин (5 км) та Ланна (12 км). Розташований біля селища Степове Берестинського району Харківської області.

## Пасажирське сполучення
На зупинному пункті Степний зупиняються приміські електропоїзди сполученням Полтава-Південна — Лозова.